# Barbu Ștefănescu Delavrancea
Barbu Ștefănescu Delavrancea (n. 11 aprilie 1858, București, Țara Românească – d. 29 aprilie 1917, Iași, România) a fost un scriitor, orator și avocat român, membru al Academiei Române și primar al Bucureștiului.
A fost tatăl pianistei și scriitoarei Cella Delavrancea, precum și al arhitectei Henrieta (Riri) Delavrancea, una din primele femei-arhitect din România.

## Viața timpurie
S-a născut la 11 aprilie 1858, în mahalaua Delea-Nouă, din bariera Vergului, București, mezinul unei familii modeste. Tatăl, Ștefan „căruță-goală“, pe numele adevărat Ștefan Tudorică Albu, era descendent din familia unor ciobani vrânceni, „strămutat în marginea Bucureștilor, în căutarea unei munci mai rodnice“, devenind căruțaș de grâne pe traseul București-Giurgiu și „staroste al cărăușilor din barieră“. Tatăl lui Delavrancea a fost împroprietărit la Sohatu-Ilfov, ca urmare a legii rurale elaborate de Cuza-Vodă și M. Kogălniceanu: „Eu nu pot să uit că sunt copilul țăranului clăcaș împroprietărit la '64 ... Străbunii mei se pierd în haosul iobagilor, suferind cu ceilalți țărani deopotrivă și lipsa, și foamea, și năvălirile ...“ Mama lui Barbu, Iana (Ioana sau Ana), era „fiica văduvei Stana din Postrăvari, sat locuit de clăcași, de pe moșia familiei Filipescu“. Primii ani de viață și-i petrece în ulița Vergului, în tovărășia tatălui, ajuns la aproape 70 de ani: „Mi-aduc și acum aminte (aș fi mulțumit dacă n-ar fi decât o amintire) cum mă agățam de scurteica lui lungă și îmblănită cu mârsă neagră și-l lingușeam și-l mângâiam pe obraji și pe pletele-i rotunjite ca să mă ia în căruță“ - și a poveștilor spuse la gura sobei: „Pleoapele-mi cădeau încărcate de lene, de somn, de mulțumire. Și mă simțeam ușor ca un fulg plutind pe o apă care curge încet, încetinel, încetișor ...“
Părinții îl dădură în primire diaconului Ion Pestreanu de la Biserica Sf. Gheorghe Nou, „să-l învețe slovele noi și să citească“. În clasa a II-a (1866) intră elev la Școala de Băieți Nr. 4, unde îl are învățător pe Spirache Danilescu, „om luminat“, urmând ca în anul următor să treacă la Școala Domnească, pentru clasele a III-a și a IV-a. Studiază cu învățătorii E. Becarian și Ion Vucitescu, în condițiile de rigoare ale internatului și ale școlii vechi în care se practicau pedepse aspre. În registrele matricole era trecut numele de Ștefănescu Barbu.
După cele patru clase primare, Barbu este înscris, după un an, ca bursier la Liceul „Sf. Sava“, învață cu cei mai de seamă profesori ai Capitalei din acea vreme (D.A. Laurian, Anghel Demetriescu, Vasile Ștefănescu), fiind remarcat pentru talentul și capacitatea sa de asimilare. Atmosfera din internatul de la „Sf. Sava“ și imaginea adolescentului vibrând de pasiune vor fi evocate în nuvela Bursierul. Din această perioadă (1876 - 1877) datează și primele lui încercări literare. Din 1877 devine student la Facultatea de Drept.

## Debutul literar
Adevărata „producție poetică a liceanului“ poate fi identificată mai târziu, în 1878. După ce începe să publice versuri în ziarul România liberă, în 1878 publică primul său volum, placheta de poezii Poiana lungă. Amintiri, semnată doar cu prenumele Barbu, în tradiția poeziei din primele decenii ale veacului, cu o bună primire din partea criticii, în revistele Viața literară, România liberă, Familia. În 1882, Barbu Delavrancea își trece examenul de licență la Facultatea de Drept din București, cu teza de licență în drept Pedeapsa, natura și însușirile ei, pe care o publică în același an, semnată Barbu G. Ștefănescu. Gheorghe era bunicul dinspre partea tatălui: „Gheorghe Tudorică Albu din Sohatu“. Scriitorul își va semna operele cu varianta definitivă Barbu Delavrancea (ortografiată la început „de la Vrancea“, după acel ținut de mare originalitate etno-culturală, de care scriitorul se simțea foarte legat sufletește). În perioada 1880 - 1882, Barbu Ștefănescu publică în România liberă foiletoanele intitulate Zig-Zag, semnând cu pseudonimul Argus. De acum datează și debutul propriu-zis al scriitorului ca nuvelist, cu Sultănică (România liberă, 9 - 15 martie, 1883), semnată Argus. După un scurt popas la Paris (1882 - 1884), pentru a-și desăvârși studiile juridice, Delavrancea publică în 1885 volumul de nuvele Sultănica.

## Activitatea publicistică

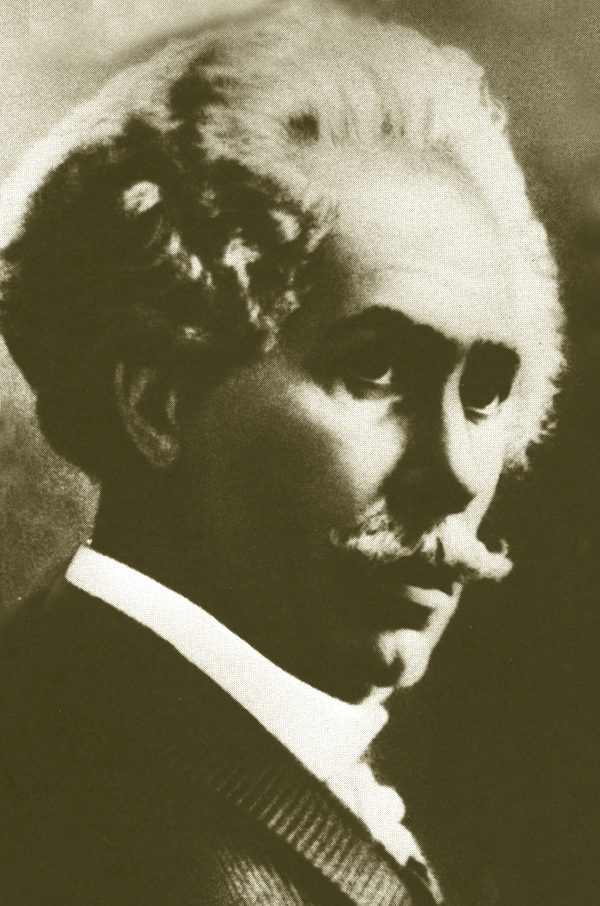

Reîntors în țară de la Paris (1884), Delavrancea devine „un nume de circulație și de prestigiu“. Colaborează cu România Liberă, numărându-se printre redactorii ei apropiați, alături de Al. Vlahuță și Duiliu Zamfirescu, semnând cronicile muzicale și plastice, precum și nuvelele și povestirile din prima ediție a volumului Sultănica. Publică, pe rând, Șuier, Fanta-Cella, Iancu Moroi, Răzmirița, Palatul de cleștar și Odinioară, care anunțau cu pregnanță un nume nou în literatura română, culminând cu Trubadurul (1886) și cu Hagi-Tudose (1887). În 1884, Barbu Delavrancea reprezintă redacția României libere la cea de-a XXI-a aniversare a Junimii la Iași, publicând reportajele Ultimele știri și Iași și banchetul Junimiștilor (România liberă, octombrie 1884). Îl cunoaște pe I. L. Caragiale, căruia îi consacră un admirabil portret.
Face cunoștință cu V. Alecsandri (era pentru prima oară când observam de aproape acel izvor limpede de lăcrămioare și mărgăritare, pe artistul de frunte al pastelelor, pe marele liric al lui Dan, căpitan de plai) și cu Titu Maiorescu, citind în 1886 la cercul de la Convorbiri nuvela Trubadurul. Din 1885, scriitorul va publica la ziarul Drepturile omului, iar mai târziu la Literatură și știință, revistă condusă de C.D. Gherea. Scriitorul ia parte, de asemenea, la înființarea ziarului Epoca, al cărui prim-redactor va fi de la 16 noiembrie 1885 până la 23 ianuarie 1886, printre colaboratori aflându-se Al. Vlahuță și Anghel Demetriescu.
Delavrancea va publica aici, printre altele, două articole semnificative: Cum suntem guvernați și Fiii poporului și sărăcia poporului, fiind prezentată, pe un ton patetic, starea de înapoiere și de mizerie a celor sărmani. Prin dezbaterea acestor probleme rurale, sunt dezvăluite primele note ale pamfletarului și ale politicianului de mai târziu. Continuându-și colaborarea la Lupta, ziar condus de Gheorghe Panu, gazetarul probează o bună conduită critică. În 1888, Delavrancea se angajează ca redactor și colaborator la ziarele Democrația și Voința națională, unde se va remarca prin numeroase articole. Face critică muzicală și dramatică (Epoca, 1886), polemizează cu Maiorescu într-o serie de articole ce vor demonstra multiple însușiri intelectuale (O familie de poeți). E prezent în aproape toate domeniile artei și ale vieții publice, încercându-și talentul în numeroase direcții. La 19 aprilie 1887 tipărește revista Lupta literară, în paginile căreia apare prima variantă a nuvelei Hagi-Tudose. Printre colaboratori îi descoperim pe Al. Vlahuță, C. Mille, P. Ispirescu și Artur Gorovei. Primul număr din „Lupta literară” a apărut la 19 aprilie 1889, cu mențiunea că „apare în toate Duminicile”. Spre a nu lăsa să se creadă că „Lupta literară” este o revistă personală, Delavrancea a semnat și cu două pseudonime, puțin cunoscute, și nemenționate în bibliografii. Aceste pseudonime sunt: Fra Barbaro și Minchio. Se pare că nu au apărut decât două numere ale revistei, care există și în biblioteca Academiei Române. Atras de copleșitoarea personalitate a lui B.P. Hașdeu, Delavrancea devine redactor la Revista nouă, condusă de marele savant. Angajându-se tot mai mult în politică și în gazetărie, scriitorul devine redactorul permanent al ziarelor Democrația și Voința națională. Publică, în continuare, la Vieața (1894), revistă săptămânală ilustrată, condusă de Al. Vlahuță și, mai apoi, de Alecu Urechia, acordând același interes tuturor problemelor literare, istorice și filologice, sociale sau politice, în articole de o complexă bogăție de culori. De la 1 martie 1892, Delavrancea va saluta apariția la Fălticeni a revistei de literatură populară Șezătoarea, apreciind că revista condusă de Artur Gorovei „se cuvine a avea cu precădere înaintea oricărui om cult, literat și bun român, căci cel mai suveran mijloc de a înțelege un popor este acela de a-i cunoaște și aprofunda tradițiile, știința și creațiunile sale simple, naive, dar adeseori străbătute de un spirit vast și genial, pe care numai mulțimile și popoarele îl pot avea“. Redactorul Revistei noi era la curent cu cele mai de seamă și mai noi teorii de folclor comparat. Prin studiul din Columna lui Traian (1882), intitulat Doina. Originea poeziei poporane la români, Delavrancea se referă la Dimitrie Cantemir, care în Descrierea Moldovei dădea o primă explicație a cuvântului doină, intuind un strâns raport de interdependență dintre om și natură, pe care cântecul popular îl reflectă atât de pregnant. Cel mai important studiu de folclor se intitulează Verbul plastic în creațiile poporane (Șezătoarea, 1929), dezvăluind „spiritul analitic original, acuitatea observației, cunoștințele multilaterale și adânci ale scriitorului“ (Al. Săndulescu), așa cum va dovedi și studiul Din estetica poeziei populare (1913), discurs de recepție cu ocazia alegerii sale ca membru al Academiei Române.
Din activitatea publicistică a lui Delavrancea pot fi desprinse și alte articole în care, cu aceeași efervescență intelectuală, scriitorul va exprima puncte de vedere în materie de artă, de limbă și de literatură. Cronicarul va milita pentru dezvoltarea creației dramatice originale, va întâmpina cu entuziasm scrierile lui M. Sadoveanu, „mare talent, cu o limbă bogată, cu un stil minunat“, ale lui Gala Galaction, „unde viața pare aidoma cu cea reală“ sau ale lui D. D. Pătrășcanu.
Un moment important în activitatea sa jurnalistică îl reprezintă revista Lupta literară (1887), cu accentuate atitudini critice în probleme de critică și de istorie literară, intrând adeseori în polemică cu Titu Maiorescu, pe care l-a determinat să scrie articolul Poeți și critici, publicat în Convorbiri literare la 1 aprilie 1886. Cu mult înaintea lui Ibrăileanu, Delavrancea semnala succint ideea caracterului specific național al literaturii, având în vedere o strictă condiționare socială și istorică. Beneficiind, din epoca studiilor pariziene, și de o serioasă cultură plastică, Delavrancea va realiza în câteva articole și unele observații deosebit de interesante în acest domeniu. Seria de foiletoane din România liberă (1883) va reprezenta primul examen al tânărului critic de artă, pe cale de a-și clarifica preferințele și de a-și consolida atitudinile (Salonul 1883, Pictura). Pasionat și entuziast, cronicile de după 1890, semnate Era Dolce sau Viator, vor îmbrățișa un câmp foarte vast de preocupări, cu deosebire despre câțiva din artiștii români de la sfârșitul secolului trecut, în primul rând despre Nicolae Grigorescu și Andreescu, pe care l-a admirat sincer:
„În fața peisajelor lui Andreescu vezi natura vie și mare. (...). Ceea ce la Andreescu e viu, la Grigorescu e feeric; ceea ce la Grigorescu este splendoare uscată, la Andreescu se preface în simplu, energic și suculent. La Grigorescu, bogăția aparentă te răpește fără a te convinge, la Andreescu, simplitatea aparentă te convinge și te pune pe gânduri, te face să înțelegi, și de aceea admiri fără regret și fără reticență, căci pledoariile lui sunt niște rezumate limpezi ale esențialului din natură“ (Democrația, 1883)

## Delavrancea - orator
Prezentă în toate confruntările și acțiunile politice și culturale, elocința (arta cuvântului) a jucat și la români un rol esențial. Primele noastre manifestații și creații oratorice își găsesc începuturile în cele mai importante împrejurări ale istoriei neamului. De la discursurile lui Gheorghe Lazăr din epoca revoluționară a lui Tudor Vladimirescu se anticipau cele ale lui M. Kogălniceanu și Simion Bărnuțiu, cu un puternic impuls pe care îl dădeau eforturile pentru unirea principatelor și pentru dobândirea independenței naționale.
În același timp s-a afirmat pe un plan superior și elocința universitară și academică, reprezentată îndeosebi de Titu Maiorescu, Alexandru Odobescu și Al. Papiu-Ilarian. Paralel cu aceasta, s-a dezvoltat și oratoria politică parlamentară, în care aveau să strălucească Take Ionescu și Barbu Delavrancea. Take Ionescu venise de la Paris, unde studiase dreptul, cu reputația de a fi o adevărată „gură de aur“, iar Barbu Delavrancea avea să fie numit de Titu Maiorescu, așa de sever în aprecierile lui, drept „fiara cuvântului“. Gheorghe Adamescu, confirmă în Istoria sa a literaturii române: „Ca orator, el a dobândit o mare notorietate. D-l Maiorescu - după ce Delavrancea s-a alipit la politica conservatoare - l-a declarat "cel mai mare orator al epocii noastre". E drept că în acțiune sunt puțini ca el; are mare putere de a ridica masele; dar discursurile citite nu mai produc același efect.”

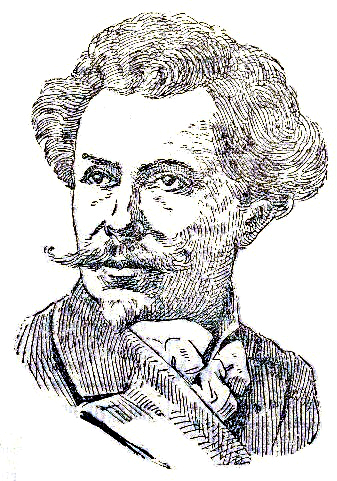
Barbu Ștefănescu Delavrancea

În campania oratorică dezlănțuită de N. Iorga, Take Ionescu, N. Titulescu, Delavrancea cutreiera țara, cerând intrarea ei în război pentru dezrobirea provinciilor subjugate de Austro-Ungaria. Luând cuvântul la una din ședințele Academiei Române, Delavrancea dădea glas vibrant ideii de unitate națională: „Avem același dor, aceleași dureri, aceleași aspirațiuni. Cântăm aceleași cântece și aceeași doină ... Durerile și bucuriile celor de dincolo sunt și ale noastre și ale noastre sunt ale lor. Dușmanii lor sunt și ai noștri ... Visul atâtor generații de strămoși, de moși și de părinți l-am visat și noi, și acum îl vedem aevea“. Același orator afirma cu dârză justificare: „Suntem un singur popor, Carpații ne sunt șira spinării“.
Lui Delavrancea i-a fost dat să-și întreacă dotații confrați prin harul genialității. Acesta avea să se manifeste mai ales la oratorul politic și la avocatul penal. De pe tribună și de la bară se desfășura nestăvilit temperamentul vijelios al lui Barbu Delavrancea, numit, pentru puterea cuvântului său rostit, „monstrul“ în acțiune (Șerban Cioculescu). Auzit vorbind, auditoriul se cutremura de forța emotivă a cuvântătorului, capabil să târască după el masele. Așa s-a întâmplat în martie 1909, când acțiunea lui N. Iorga, cu ocazia reprezentației în scop de binefacere, la Teatrul Național din București, de către un grup de amatori din „înalta societate“, în limba franceză, a dus la împiedicarea spectacolului, urmată de o serie de impresionante adeziuni din toate unghiurile țării, marcând începutul ascensiunii politice a profesorului. Cum însă manifestația părea a avea și o atitudine ostilă culturii franceze, Barbu Delavrancea le-a vorbit studenților, entuziasmându-i, ca să-i conducă apoi să manifeste simpatia lor în fața legației franceze. În domeniul oratoriei juridice, de exemplu, Delavrancea va rosti în doi ani consecutivi (1902, 1903) două pledoarii care dezvăluie odioasa calomnie a lui Caion împotriva lui Caragiale, pe care-l acuzase că a plagiat drama Năpasta. În pedoaria intitulată Inocent, Delavrancea apără, chiar și împotriva celui mai mare avocat al timpului, Take Ionescu, pe arhitectul Ion Socolescu, acuzat de crimă cu premeditare.
Oratorul și conferențiarul își păstra intactă puritatea sentimentelor, demonstrând sinceritate și patetism. Ține conferințe la Ateneu, polemizează înflăcărat cu politicienii vremii, fiind prezent la toate întrunirile importante ale timpului, în toate având, cum spunea Vlahuță: „un cult pios pentru popor“ (exemplu, conferința Țăranul nostru și țăranul mizeriei: „Însăși libertatea, supremul element al demnității umane, pentru el nu există aproape cu desăvârșire“). După ce abordase în diverse intervenții Raportul dintre agricultură și industrie, în 1886 va deschide o adevărată serie de prelegeri consacrate poeziei și limbii populare. Va pune, de exemplu, câteva probleme estetice în conferința Despre limba românească, cu ecouri ample în presă. Urmează, în același an, conferința Retorica populară, cu elemente concrete în analiza materialului folcloric. În mai multe localități din țară, va conferenția despre Logica în creațiunile populare și Logica în cântecele populare ale românilor, pregătind într-un anume mod, substanța discursului de recepție de la primirea în Academie.
Oratorul s-a afirmat și în calitate de conferențiar la Universitatea din București într-un curs de folclor, în 1893, „primul ținut de pe o catedră universitară din București“. Ajuns în Parlament, într-o singură stagiune a luat cuvântul de peste 56 de ori, cu o vibrație unică în sprijinul ideii de dreptate și de prosperitate a țăranului român, pentru ridicarea poporului și pentru unitatea noastră națională.
În răspunsul său de la Discursul de recepție la Academia Română, Iacob Negruzzi aducea următorul elogiu oratorului Delavrancea: „Când pentru întâia oară te-am auzit vorbind în public, ți-am rezervat în mintea mea un loc de frunte printre însemnații, dar puținii oratori ce s-au produs la noi în generația mai nouă. Adevăratul orator trebuie să aibă vocea sonoră și accentuată, gestul sobru, dar potrivit, limba curată și curgătoare, înșirarea ideilor trebuie să fie firească, argumentarea gradată, puternică și mai ales logică, căci scopul cuvântării nu este de a impune, ci de a convinge“.
Discursurile sale sunt modele ale genului oratoric:
I. Inocent (11 martie 1902) - „Un popor întreg admiră pe Caragiale. Admirațiunea trece peste Carpați. Bunul lui nume trece peste hotarele neamului românesc. Și pe acest om să-l acuzi, sprijinit pe falsuri, că operele sunt jafuri literare? Dar, asta înseamnă a izbi în credința, în admirațiunea și în fala românilor!“
- Pledoarie împotriva publicistului Constantin Alexandru Ionescu (Caion), adversar al lui I.L. Caragiale, care-l acuzase pe acesta c-ar fi plagiat în Năpasta.
- Evidențiază personaltiatea marelui dramaturg.
- Apără opera unui mare scriitor.

II. Din estetica poeziei populare (22 mai 1913) - „Poezia este exprimarea artistică a unei acțiuni, fie acțiune obiectivă, fie acțiune subiectivă. Acțiunea, în primul rând, se arată prin verbe. Și este știut că omul care a fost martor la un eveniment poate uita numele și vârsta persoanelor, înfățișarea lor, data întâmplării, dar ceea ce îi rămâne adânc însemnat în amintirea lui este acțiunea petrecută, care constituie evenimentul în sine. Și cel mai important mijloc mnemotehnic al poeziei populare stă în reducerea ei la esențialul acțiunii, la verb“.
- Discurs de recepție, rostit cu ocazia alegerii sale ca membru al Academiei Române.
- Omagiu adus geniului creator al poporului.
- Sinteză a cercetărilor sale anterioare despre folclor, cu observații analitice de reală subtilitate și incontestabilă valoare privind unele trăsături ale producțiilor populare.
- „Remarcă printre procedeele poetului noația sintetică a aspectelor văzute, nota fosforescentă, așa cum își va constitui el însuși tablourile sale ...“ (T. Vianu)

III. Patrie și patriotism (24 ianuarie 1915) - „Copii, ce e patria, ce e patriotismul? Ce este acest sentiment care răscolește toate puterile din om și, în anumite clipe, îl ridică mai presus de existența lui și-l face să moară de bună voie pentru liniștea și mărirea unor urmași pe care nu-i cunoaște și nu-i vor cunoaște. (...) Patria este înlăuntrul nostru și o ducem cu noi peste țări și peste mări, și numai când suntem departe și în singurătate ne trec fiori amintindu-ne de unde ne-am rupt, și nu găsim mângâiere decât în restriște și în lacrimi. Patria nu e pământul pe care trăim din întâmplare, ci numai pământul plămădit cu sângele și întărit cu oasele înaintașilor noștri“.
- Discurs prezentat la Ateneul Român, invitat la Societatea „Tinerimea Română“.
- Frază plină de armonie, prin cadența ritmului, prin plasticitatea imaginilor.

IV. Pământ și drepturi (9 iunie 1917) - „Eu nu pot să uit că sunt copilul țăranului clăcaș împroprietărit la '64. Nu pot să uit ceea ce am învățat de la cei mai mari dascăli ai mei, de la părinți: basmele, cântecele, obiceiurile, limba aceasta, comoara de limbă unde se găsesc bogățiile cu duiumul, în care mi-am spus durerea și dorul și am încercat să mă apropii de un ideal ce s-a depărtat treptat cu pașii făcuți înspre dânsul (...). Sunt al țăranilor! Îi iubesc fatal. De ei mă leagă suferințele moșilor și strămoșilor mei. În mine se adună suferințele veacurilor trecute și ies la iveală și le dau în clipa aceasta graiul pe care li-l pot da“.
- Discurs ținut în ședința Camerei.
- Pagini de vibrantă poezie mesianică.
- Stil solemn - confesiv.
- Statornic în a-și afirma o conștiință a autenticității sale populare.
- „... unul din discursurile sale cele mai răsunătoare“. (T. Vianu)

## Delavrancea - academician
Prozator și dramaturg, gazetar, avocat și orator, cu vocația perceperii evenimentelor politice și culturale în cele mai profunde sensuri ale acestora, lansat în politică, ajunge în 1899 primar al Bucureștilor. Rămâne în literatură, însă, întâi de toate prin Hagi-Tudose și prin trilogia dramatică moldovenească.
La 12 mai 1912, ca o apreciere a întregii sale activități de prozator și dramaturg, scriitorul este ales membru al Academiei Române, urmând să rostească, peste un an, alocuțiunea omagială. În ședința festivă în fața plenului întrunit la 22 mai 1913, Delavrancea rostește discursul Din estetica poeziei populare, care va avea un ecou deosebit în lumea literară. În presa timpului sunt reproduse ample fragmente, evidențiindu-se forța inedită a scriitorului de a argumenta întreaga complexitate a creației populare.
Mulțumind cu modestie membrilor înaltului for cultural, autorul dramei Apus de soare apreciază activitatea literară a altor colegi de generație:
„Dar sunt alții cu merite mai de seamă decât ale mele. Caragiale - cine ar fi crezut că ne va lăsa așa de curând - care a zugrăvit nepieritor tipurile lui, mai populare ca ale oricui altuia. Vlahuță, care a turnat în bronz inspirațiunile lui de adevărat poet, Coșbuc, care a desprins dintr-un ghers al poporului strigăte și poeme de care suntem mândri, și alții mai tineri, cărora li s-ar potrivi așa de bine celebrul vers al bătrânului Corneille: «La valeur n'attend pas le nombre des années ...»“

## Opera literară

### Tematică și particularități
Prezentând o anumită tipologie și morală, Delavrancea s-a dovedit un magistral pictor de tipuri și de moravuri. Dincolo de tematica preferată sau de modalitățile artistice folosite, în lumea Paraziților este interesantă, mai întâi, pentru valoarea ei realistă și apoi prin felul în care reflectă produsul unor curente literare interferente, ce caracterizează în mod special opera lui Barbu Delavrancea. Fără a avea adâncimea satirică și arta neîntrecută a lui Caragiale, proza creatorului lui Hagi-Tudose se înscrie în buna tradiție a nuvelisticii românești înregistrate până în acest moment, în ciuda unei interesante oscilații între diversele curente și metode literare.
- Prin temperamentul său liric, Barbu Delavrancea a manifestat la început afinități cu proza romantică eminesciană, pe care, parțial, o și cultivă în Sultănica și Liniște.
- După studiile la Paris, când are posibilitatea de a cunoaște mai bine operele marilor scriitor francezi Balzac, Flaubert și mai ales Emile Zola, Delavrancea caută o altă metodă, care să-i evidențieze mai bine mijloacele de observație și investigare a vieții sociale, devenind tot mai convins că naturalismul va suplini ineficiența critică a romantismului. Adoptat cu entuziasm, noul curent va schimba accentul de la tipic la caz, de la normal la patologic și la viața biologică, instinctuală, din Trubadurul, Iancu Moroi și Paraziții.
- Indeciziile estetice ale lui Delavrancea încep să se elimine prin a imprima celor mai valoroase nuvele și povestiri ale sale linia dominantă a realismului critic, cu o bună tehnică a portretului (Hagi-Tudose, Paraziții).

Interesat de linia melodică a folclorului românesc, temperamental un liric, scriitorul cultivă în același timp o proză realistă a observației vieții, cu o expresie crudă, adoptată ca formă de renunțare la formele idilice ale existenței. Delavrancea respinge „naivitățile romantice“, în numele unei preferințe pentru „autenticitatea“ naturalistă, care n-a dispărut nici în ultima etapă a creației sale. În întreaga sa activitate literară, Delavrancea a demonstrat o mare prețuire pentru valoarea umană a omului simplu, omul naturii, față de țăranul cu întreaga sa zestre spirituală, cu imaginația sa ingenuă, pe care, de altfel, în discursul de recepție la Academie și în articolul necrolog despre Ispirescu o va aprecia într-un mod deosebit. Temperament cu fond romantic, oscilând între realitate și fantezie, prin bogăția problematicii operei sale, Delavrancea reprezintă una din cele mai puternice prezențe literare de la sfârșitul secolului al XIX-lea și începutul secolului XX.

### Nuvele și povestiri

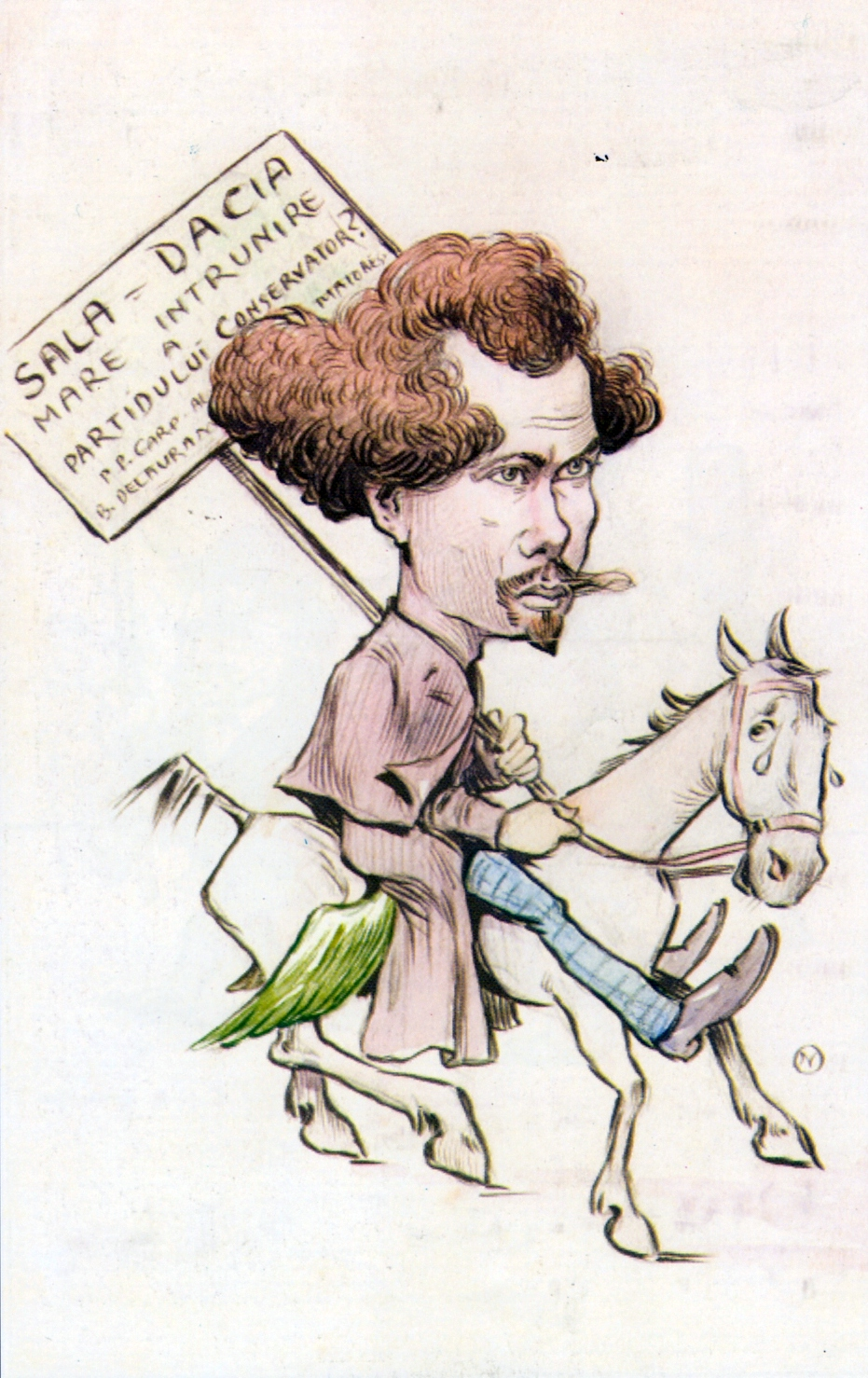
Barbu Ștefănescu Delavrancea - Sala Dacia - Întrunirea Partidului Conservator, de Nicolae S. Petrescu-Găină

- Sultănica (1885)
- Apă și foc
- Sorcova (1885)
- Odinioară
- De azi și de demult
- Văduvele
- Liniște (1887)
- Paraziții (1892)
- Trubadurul (1887)
- Zobie
- Milogul
- Înainte de alegeri
- Iancu Moroiu
- Domnul Vucea
- Bursierul
- Șuier
- Răzmerița
- Bunicul
- Bunica
- Boaca și Onea
- Micuții
- Angel Demetriescu
- Irinel
- Hagi-Tudose (1903)

### Basme

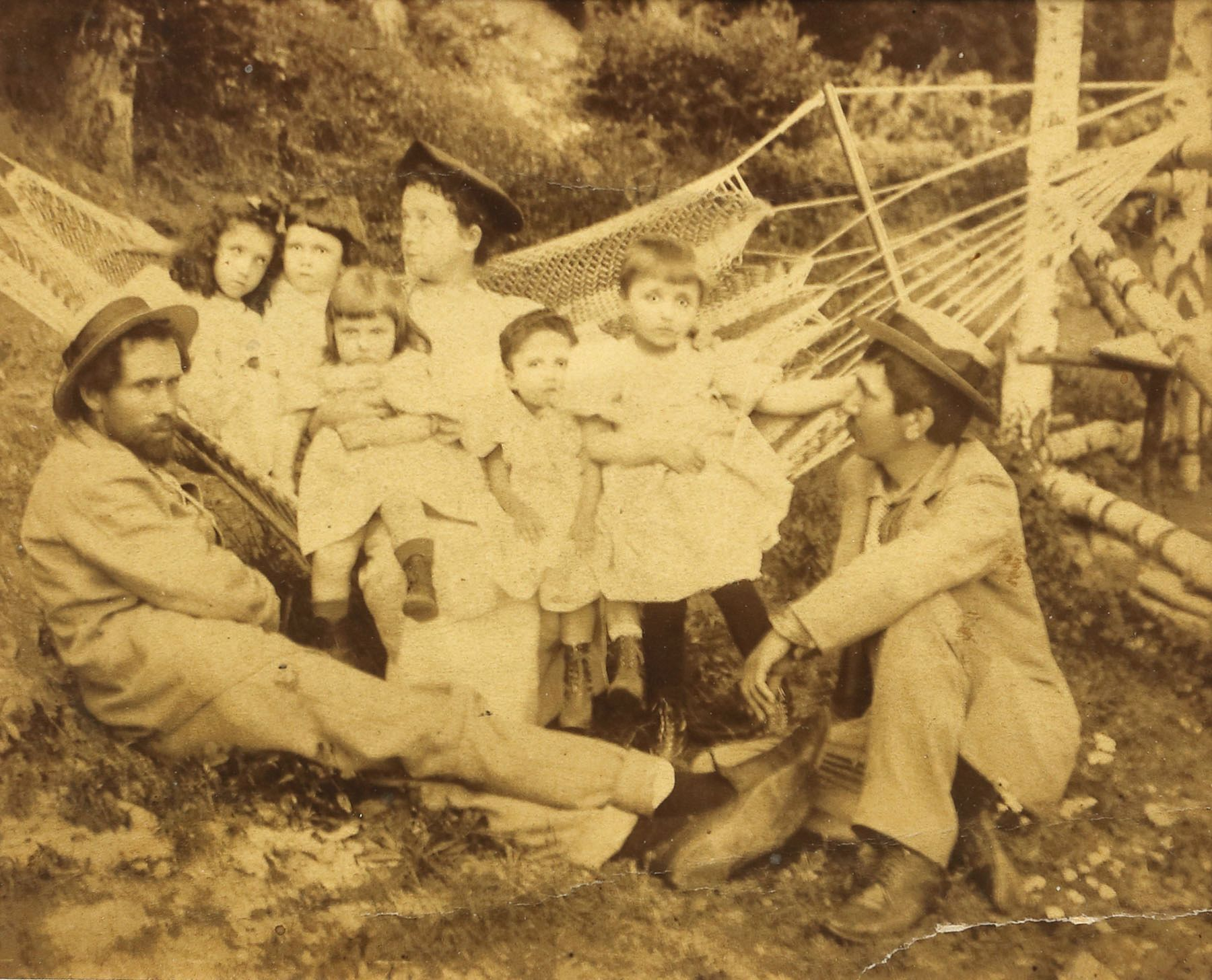
Alexandru Vlahuță (dreapta) cu familia lui Barbu Ștefănescu Delavrancea (1905)

- Neghiniță
- Norocul dracului
- Moș Crăciun
- Palatul de cleștar
- Dăparte, dăparte
- Delavrancea
- Stăpânea odată (1909)

### Proză poetică
- Nu e giaba cafea
- Sadi-el-Mahib
- Fanta-Cella
- Sentino

### Dramaturgie
- Trilogia Moldovei:
  - Apus de soare (1909)
  - Viforul (1910)
  - Luceafărul (1910)
- A doua conștiință
- Irinel (1912)
- Hagi-Tudose (1912)

### Traduceri ale operelor sale în limbi străine

#### Traduceri în limba franceză
- Hagi-Tudose a fost tradusă inițial cu titlul Hadji Tudose în antologia Nouvelles roumaines [Nuvele românești] în 1962 de Constantin Borănescu, ediție aproape disparută astăzi.
- Un volum cu același titlu Hadji Tudose, a apărut în ediție bilingvă, română și franceză în 2016; traducere de Gabrielle Danoux care cuprinde încă două nuvele: Bunica și Neghiniță.

#### Traduceri în limba maghiară
- Novellák és elbeszélések (Nuvele și povestiri), traducere în limba maghiară de Dávid Gyula, Ifjúsági Könyvkiadó, Bukarest, 1955.[8]